# La Ravisseuse
Pour plus de détails, voir Fiche technique et Distribution.
La Ravisseuse est un film français d'Antoine Santana, sorti en 2005.

## Synopsis
En 1877, Angèle-Marie, une jeune paysanne, est engagée comme « nourrice sur lieu » dans une famille bourgeoise, les Orcus, pour allaiter un nouveau-né, une petite fille du nom de Marcelline. Bientôt, une complicité s'installe entre la maîtresse de maison, Charlotte, et Angèle-Marie. Les deux femmes partagent des sorties dans les salons de thé et même des séances chez le photographe. Mais Julien, le mari, voit d'un mauvais œil la relation privilégiée entre son épouse et celle qu'il considère comme une simple domestique. Face à cette situation, son malaise est d'autant plus grand qu'il est tiraillé entre le respect très strict des conventions et une attirance trouble pour la nourrice, objet de fantasmes obsédants.

## Fiche technique
- Titre : La Ravisseuse
- Réalisation : Antoine Santana
- Scénario et dialogues : Véronique Puybaret, Florence Vignon et Antoine Santana
- Images : Yórgos Arvanítis
- Musique : Louis Sclavis
- Production : Film en Stock — Arte France Cinéma — Rhône-Alpes Cinéma — Canal+ — CNC — Région Rhône-Alpes
- Genre : drame
- Durée : 90 minutes
- Date de sortie :
  - France : 31 août 2005
  - États-Unis : 30 juin 2009[réf. nécessaire]

## Distribution
- Isild Le Besco : Angèle-Marie
- Émilie Dequenne : Charlotte
- Grégoire Colin : Julien
- Anémone : Léonce
- Frédéric Pierrot : Rodolphe
- Bernard Blancan : Jacques
- Christian Gasc : Le couturier
- Aude Briant : Anna Devillers
- Bernard Nissille : Henri Blanchard
- Claudie Guillot : Henriette Blanchard
- Edith Perret : Marguerite Orcus
- Emmanuel Leconte : Armand de Teil
- Antonio Cauchois : M. de Teil
- Pierre Thoretton : Le photographe

## Festivals et palmarès
- Festival international du film de Chicago (Chicago International Film Festival) 2006 (Site officiel)
- Festival du nouveau cinéma de Montréal 2006
- Festival international du film de Toronto 2006
- Festival du film francophone de Grèce 2006
- Festival du film français au Japon 2006